# کشیشتف پیه‌چینسکی
کشیشتف پیه‌چینسکی (لهستانی: Krzysztof Pieczyński؛ زادهٔ ۲۷ مارس ۱۹۵۷) بازیگر اهل لهستان است.
از فیلم‌ها یا برنامه‌های تلویزیونی که وی در آن نقش داشته‌است، می‌توان به تله، پاپ ژان پل دوم، دریاچه کنستانس، اشغال‌شده، سلطان، گشت شبانه، مسیرهای عبور، قانون حقیقی، دست‌نیافتنی، پیانیست، واکنش زنجیره‌ای، مرد چاق و پسر کوچک، آقای جونز، پس‌تصویر، جک استرانگ، دلیری ایرنا سندلر، اتاق خودکشی، در خوشی و سختی، حدود پروردگار و بلفر اشاره کرد.